# Pakito
Julien Ranouil (Bergerac (Nieuw-Aquitanië), 26 januari 1981), beter bekend als Pakito, is een Frans dancemuzikant. Hij scoorde in 2006 grote hits met Living on video en Moving on stereo.
Voordat Pakito een hit scoorde met de melodie van Living on video werd dit nummer daarvoor al drie keer gecoverd. Het origineel is van de Canadese dance-act Trans-X die in 1983 een hit had met het nummer. Daarna werd het in 1993 opnieuw gecoverd door Pin-occhio met Tu tatuta tuta ta en Fidget met Living on video. Daarna werd het melodietje opnieuw een hit in Living in cyberspace van 2 Brothers on the 4th Floor in 1999. In 2006 is het lied twee keer gecoverd, door Lazard en Pakito.
Op het album Video, uitgebracht eind 2006, staan naast Living On Video ook de hits Are U Ready en Moving On Stereo. Daarnaast maakte Pakito samen met Tiësto een nummer.
Begin 2007 bracht Pakito een nieuwe single uit van het door Pakito zelf veranderde nummer Are U Ready, waarop ook een remix van Krafft te vinden is. Het is de derde hit voor de Fransman in de Nederlandse Top 40.

## Discografie

### Albums
| Album met eventuele hitnotering(en) in de Nederlandse Album Top 100 | Datum van verschijnen | Datum van binnenkomst | Hoogste positie | Aantal weken | Opmerkingen |
| ------------------------------------------------------------------- | --------------------- | --------------------- | --------------- | ------------ | ----------- |
| Video                                                               | 21-11-2006            | -                     |                 |              |             |

### Singles
| Single met eventuele hitnotering(en) in de Nederlandse Top 40 | Datum van verschijnen | Datum van binnenkomst | Hoogste positie | Aantal weken | Opmerkingen             |
| ------------------------------------------------------------- | --------------------- | --------------------- | --------------- | ------------ | ----------------------- |
| Living on video                                               | 13-02-2006            | 20-05-2006            | 7               | 23           | Dancesmash op Radio 538 |
| Moving on stereo                                              | 21-08-2006            | 14-10-2006            | 9               | 8            | Dancesmash op Radio 538 |
| Are U ready ?                                                 | 25-04-2007            | 02-06-2007            | 14              | 9            |                         |
| Electro music                                                 | 2009                  | 16-05-2009            | tip12           | -            |                         |

| Single met hitnotering(en) in de Vlaamse Ultratop 50 | Datum van verschijnen | Datum van binnenkomst | Hoogste positie | Aantal weken | Opmerkingen |
| ---------------------------------------------------- | --------------------- | --------------------- | --------------- | ------------ | ----------- |
| Living on video                                      | 2006                  | 08-04-2006            | 25              | 12           |             |
| Moving on stereo                                     | 2006                  | 14-10-2006            | tip16           | -            |             |
| Are U ready ?                                        | 2007                  | 16-06-2007            | 37              | 6            |             |

- Bibliothèque nationale de France: cb15033699r (data)
- International Standard Name Identifier: 0000 0000 0541 633X
- Library of Congress Control Number: no2013001268
- MusicBrainz: c004177d-8ed3-40b6-b46a-2dbd32077a26
- Virtual International Authority File: 44584030